# مسئله مرزبندی
مسئله مرزبندی (به انگلیسی: demarcation problem)، در فلسفه علم و معرفت‌شناسی به این پرسش می‌پردازد که چگونه می‌توان علم را از غیرعلم متمایز نمود. این مسئله مرزها میان علم، شبه‌علم و سایر فرآورده‌های فعالیت‌های انسانی مانند هنر، ادبیات و باورها را بررسی می‌نماید. این مناظره حتی بعد از بحث‌های دو هزار ساله میان فیلسوفان علم و دانشمندان در حوزه‌های مختلف هنوز هم ادامه دارد. پیامدهای این مناظره این بوده‌است که به چه مواردی در حوزه‌هایی مانند آموزش و سیاست‌گذاری عمومی «علمی» گفته شود.: 26, 35 

## دنیای باستان
نخستین تلاش‌ها برای مرزبندی را می‌توان در کوشش‌های فیلسوفان طبیعی و متخصصین طبی یونان دید، آن‌ها سعی نمودند تا روش‌ها و مبانی طبیعی خود را از مبانی اسطوره شناختی و اسرارآمیز پیشنیان و هم‌عصران خود متمایز سازند.
ارسطو به‌طور وسیع تشریح نمود که داشتن دانش علمی در مورد چیزی، چه چیزهای را در بر می‌گیرد. وی گفت، برای علمی بودن یک فرد باید با علت‌ها سروکار داشته باشد، یک فرد باید از برهان منطقی استفاده کند و یک فرد باید موارد مطلق که به‌طور ذاتی در چارچوب حواس می‌گنجد را شناسایی نماید. اما، مهم‌تر از همه برای داشتن دانش یک فرد باید یقین قطعی داشته باشد. از نظر ارسطو، این آخرین ویژگی است که به‌طور واضح دانش علمی را متمایز می‌سازد.— Larry Laudan, "The Demise of the Demarcation Problem" (1983)
جی.ای. آر لوید بیان نمود، مفهومی وجود داشت که از طریق آن گروه‌ها به اشکال گوناگون به بررسی طبیعت می‌پرداختند و هدف آن «مشروعیت بخشیدن به مواضع خود آن‌ها بود» و «نوعی جدید از خِرد را ادعا می‌نمودند… که ظاهراً باعث روشن‌گری عالی‌تر و حتی موثریت عملی والاتر می‌شد». نویسندگان طبی در سنت بقراطی ادعا نمودند که مباحث آن‌ها مبتنی بر تبیین‌های ضروری بود، مضمونی که توسط ارسطو در تحلیل‌های پسین توسعه داده شده‌است. یکی از عناصر این مجادله برای علم تأکید بر ارایه استدلال‌ها به‌گونه واضح و خالی از ابهام و رد استدلال‌های تصوری، تشبیهی و اسطورهٔ خِرد قدیمی بود. بعضی از تشریح‌های آن‌ها از پدیدارها که ادعا می‌نمودند طبیعی است، کاملاً خیالی ثابت شده و اتکای اندکی بر مشاهدات واقعی داشت.
کتاب در مورد اخترگویی از سیسرون تلویحاً پنج ملاک برای مرزبندی علمی را ارایه می‌کند که توسط فیلسوفان مدرن علم نیز استفاده می‌گردند.

## اثبات‌گرایی منطقی
اثبات‌گرایی منطقی که در دهه ۱۹۲۰ میلادی ایجاد شد می‌گوید، تنها گزاره‌های مرتبط به حقایق یا روابط منطقی میان مفاهیم دارای معنی هستند. تمامی گزاره‌های دیگر فاقد معنی بوده و برچسب «متافیزیکی» به آن‌ها زده می‌شود (به نظریه تحقیق‌پذیری معنی که بنام اصالت تحقیق‌پذیری نیز یاد می‌شود مراجعه کنید).
از نظر آلفرد جی آیر، متافیزیک‌دان‌ها گزاره‌های را بیان می‌کنند که ادعا می‌شود در مورد «واقعیتی دانش دارند که فراتر از جهان مادی» است. آیر که عضو حلقه وین و یکی از اثبات‌گرایان منطقی برجسته اهل انگلیس بود استدلال نمود که بیان هرگونه گزاره در مورد دنیا که فراتر از حس ادراک مستقیم یک فرد باشد ناممکن است. دلیل آن این است که حتی فرضیه‌های نخستین متافیزیک‌دان‌ها اساساً با مشاهداتی شروع می‌شود که از طریق حس ادراک صورت می‌گیرد.
آیر بیان نمود که خط مرزبندی به عنوان مکانی تعریف می‌گردد که گزاره‌ها در آن به گزاره‌های که «از نظر حقیقی قابل‌توجه» هستند مبدل می‌گردند. برای این‌که یک گزاره «از نظر حقیقی قابل‌توجه» بوده و این گزاره باید تحقیق‌پذیر باشد. برای تحقیق‌پذیر بودن، یک گزاره باید در دنیای قابل مشاهد تحقیق‌پذیر باشد یا حقایقی باشد که بتوان آن را از «تجربه مشتق شده» حاصل نمود. به این امر ملاک «تأییدپذیری» گفته می‌شود.
تمایز میان علم، که از نظر حلقه وین باید دارای گزاره‌های به لحاظ تجربی تحقیق‌پذیر باشد و آنچه که آن‌ها به معنی منفی «متافیزیک» نامیدند، که فاقد این چنین گزاره‌ها است، می‌تواند به عنوان یک بُعد دیگر مسئله مرزبندی دیده شود. اثبات‌گرایی منطقی اغلب در زمینه مرزبندی میان علم و غیرعلم یا شبه‌علم بحث می‌گردد. «هدف از پیشنهادهای تحقیق‌پذیرگراها حل یک مسئله کاملاً جداگانه از مسئله مرزبندی بود که عبارت از مرزبندی میان علم و متافیزیک می‌باشد.

## ابطال‌پذیری
کارل پوپر مرزبندی را به‌عنوان یک مسئله مرکزی در فلسفه علم قلم‌داد کرد. پوپر مسئله مرزبندی را این‌گونه مطرح می‌نماید:
مسئله دریافتن یک ملاک که ما را قادر سازد تا میان علوم تجربی از یک سو، ریاضیات و منطق و هم‌چنین سیستم‌های «متافیزیک» از سوی دیگر تمیز قائل شویم، من آن را مسئله مرزبندی می‌گویم."
ابطال‌پذیری ملاک مرزبندی است که از سوی پوپر برای مخالفت با تحقیق‌پذیری ارایه شده‌است: «برای این‌که گزاره‌ها یا سیستم‌های گزاره‌ها در رده گزاره‌های علمی قرار گیرند، باید توانایی در تضاد قرار گرفتن با مشاهدات ممکن یا قابل تصور را داشته باشند».

### در مقابل تحقیق‌پذیری
پوپر راه‌حل‌های مسئله مرزبندی که ریشه در استدلال استقرایی داشت را نپذیرفت و از این‌رو پاسخ‌های اثبات‌گرایان منطقی به مسئله مرزبندی را نیز رد کرد. وی استدلال نمود که اثبات‌گرایان منطقی می‌خواهند میان موارد متافیزیکی و تجربی مرزبندی نمایند چون آن‌ها برین باورند که ادعاهای تجربی معنادار هستند و ادعاهای متافیزیکی فاقد معنی. برعکس حلقه وین، پوپر می‌گوید که پیشنهاد وی ملاکی برای «معنادار بودن» نیست.
ملاک مرزبندی پوپر هم از این نظر که علم معتبر را مستثنی نموده‌است… و هم برای این‌که برخی شبه‌علوم را اعتبار علمی بودن می‌بخشد مورد انتقاد قرار گرفته‌است… از نظر لیری لودن (۱۹۸۳، ۱۲۱)، «پیامد بی‌جای ابطال‌پذیری این است که به هر ادعای عجیب و غریب که به‌طور تحقیقی نتیجه باطل در پی‌دارد چهره «علمی» می‌بخشد». ستاره‌بینی که به‌طور صحیح توسط پوپر معمولاً به عنوان مثالی از شبه علم گفته می‌شود، در واقع مورد آزمایش قرار گرفته و تماماً رد شده‌است… به همین گونه، تهدیدهای کلان به وضعیت علمی روان‌کاوی که یکی دیگر از اهداف بزرگ وی است، بر مبنای این ادعا نیست که روان‌کاوی غیرقابل آزمایش است بلکه مبتنی بر این ادعا است روان‌کاوی مورد آزمایش قرار گرفته و ناکام بوده‌است.— Sven Ove Hansson، The Stanford Encyclopedia of Philosophy, "Science and Pseudo-Science"
پوپر استلال نمود که مسئله استقرایی که هیوم بیان کرد نشان می‌دهد که هیچ راهی برای ارایه گزاره‌های جهانی بامعنی بر مبنای تعداد مشاهدات تجربی وجود ندارد. از این‌رو، گزاره‌های تجربی نسبت به گزاره‌های متافیزیکی دارای «تحقیق‌پذیری» بیشتر نیستند.
این امر مشکلی را متوجه خط مرزبندی که اثبات‌گرایان می‌خواستند میان امور تجربی و متافیزیکی ترسیم نماید می‌سازد. پوپر با استدلال بر «ملاک تحقیق‌پذیری» خود آن‌ها مدعی شد که امور تجربی شامل متافیزیکی می‌گردد و در نتیجه خط مرزبندی میان آن‌ها ناپدید می‌گردد.

### راه حل ابطال‌پذیری
پوپر در کار اخیر خود اظهار داشت که ابطال‌پذیری برای مرزبندی یک ملاک ضروری و کافی است. وی ابطال‌پذیری را به عنوان ویژگی «ساختار منطقی جملات و صنف‌های جملات» توصیف نمود، چنان‌که وضعیت علمی بودن یا غیرعلمی بودن گزاره‌ها با گذشت زمان تغییر نمی‌کند. ابطال‌پذیری این‌گونه خلاصه شده‌است، یک گزاره زمانی ابطال‌پذیر است که «اگر و تنها اگر این گزاره با بعضی جملات (تجربی) در تناقض باشد که این جملات رویدادهای که از لحاظ منطقی ممکن است را توصیف نموده و به‌طور منطقی قابل مشاده باشد».